# Ukrajna védett természeti területei
Ukrajna védett természeti területeihez kb. 6500 objektum tartozik, melyek az ország területének 3%-át jelentik. 2002 elején ezen területekhez 5 bioszféra-rezervátum, 18 rezervátum, 10 nemzeti park, több mint 20 tájvédelmi körzet, kb. 2300 természetvédelmi terület, 3000 természeti emlék, 29 arborétum, 449 park és védett terület tartozott. Az országban a legnagyobb szintű védettséggel a rezervátumok, a bioszféra-rezervátumok és nemzeti parkok rendelkeznek. Ezek területén rengeteg ritka és kihalófélben lévő növény- és állatfaj található.

## Törvényi háttér
1990 óta számos határozatot és törvényt hoztak a természet védelmében. Ukrajna Legfelső Tanácsa 1992-ben az alábbi kategóriákat állapította meg:
| IUCN osztály | Védettségi kategória                                           | Cél | Tulajdoni forma         | Létrehozás típusa |
| I            | Bioszféra-rezervátum (Біосферний заповідник)                   | A tipikus természeti komplexumok megőrzése, ökológiai monitoring és oktatás                                                                           | nemzetközi / nem-magán  | természetes       |
| I            | Rezervátum (Природний заповідник)                              | Tipikus vagy egyedi természeti komplexumok megőrzése, oktatás, tudományos kutatás a környezetvédelem, az ökológiai használat és a biztonság érdekében | nemzeti / nem-magán     | természetes       |
| II           | Nemzeti park (Національний природний парк)                     | A történelmi-kulturális, esztétikai, oktatási és hasonló értékek megőrzése, helyreállítása és hatékonysága                                            | nemzeti / nem-magán     | természetes       |
| V            | Tájvédelmi körzet (Регіональний ландшафтний парк)              | A tipikus vagy egyedi természeti komplexumok megőrzése és a szervezett kikapcsolódás                                                                  | regionális / nyilvános  | természetes       |
| VI / VII     | Természetvédelmi terület (Заказник)                            | A természeti komplexumok vagy azok külön alkotóelemeinek megőrzése és helyreállítása                                                                  | regionális / nyilvános  | természetes       |
| III          | Természeti emlék (Пам'ятка природи)                            | Természetes épség megőrzése (mint speciális környezeti, tudományos, esztétikai, oktatási és kulturális jelentés)                                      | regionális / nyilvános  | természetes       |
| III          | Védett terület (Заповідне урочище)                             | Természetes épség megőrzése (mint fontos tudományos, környezeti és esztétikai jelentés)                                                               | regionális / nyilvános  | természetes       |
| IV           | Botanikus kert (Ботанічний сад)                                | Megőrzés, botanikai tanulmányok, tudományos, oktatási és oktatási tevékenységek folytatása                                                            | regionális / nyilvános* | mesterséges       |
| IV           | Arborétum (Дендрологічний парк)                                | Megőrzés, dendrológiai tanulmányok | regionális / nyilvános* | mesterséges       |
| IV           | Állatkert (зоологічний парк)                                   | Oktatás, bemutatás, megőrzés, fauna tanulmányozása | regionális / nyilvános* | mesterséges       |
| IV           | Tájépítészeti emlék (Парк-пам'ятка садово-паркового мистецтва) | A tájépítészet legmarkánsabb és legértékesebb példáinak megőrzése és felhasználása esztétikai, oktatási, tudományos, környezeti és rekreációs célból  | regionális / nyilvános  | mesterséges       |

* az 1992. június 16. előtt létrejött botanikus kertek, arborétumok és állatkertek nem privatizálhatók

## Védett természeti területek listája
A legfontosabb ukrajnai védett természeti területek:

### Bioszféra-rezervátumok
- Aszkanyija-Nova bioszféra-rezervátum(wd) (Біосферний заповідник Асканія-Нова) Herszoni terület
- Duna-deltai bioszféra-rezervátum(wd)
- Fekete-tengeri bioszféra-rezervátum(wd) (Чорноморський біосферний заповідник)
- Gyesznai bioszféra-rezervátum
- Kárpáti bioszféra-rezervátum(wd) (Карпатський біосферний заповідник)
- Kelet-kárpáti bioszféra-rezervátum(wd) (Біосферний заповідник Східні Карпати)
- Nyugat-poléziai bioszféra-rezervátum(wd)
- Roztoccsja bioszféra-rezervátum(wd) (Природний заповідник Розточчя)[2]

### Rezervátumok
| Név | Alapítás éve | Területe (hа) | Közigigazgatási terület      |
| --- | ------------ | ------------- | ---------------------------- |
| Cseremi Természetvédelmi Terület (Черемський природний заповідник)                                                                         | 2001         | 2 976         | Volinyi terület              |
| Dnyeper-Oril Természetvédelmi Terület | 1990         | 3 766         | Dnyipropetrovszki terület    |
| Drevljani Természetvédelmi Terület | 2009         | 30 873        | Zsitomiri terület            |
| Elanecki Sztyeppe Természetvédelmi Terület                                                                                                 | 1996         | 1 676         | Mikolajivi terület           |
| Gorgánok rezervátum (Природний заповідник Ґорґани)                                                                                         | 1996         | 5 344         | Ivano-frankivszki terület    |
| Kazantipi Természetvédelmi Terület | 1998         | 450           | Krími Autonóm Köztársaság    |
| Kаnyevi Természetvédelmi Terület | 1923         | 2 027         | Cserkaszi terület            |
| Karadag Természetvédelmi Terület | 1979         | 2 872         | Krími Autonóm Köztársaság    |
| Krími Természetvédelmi Terület (Кримський природний заповідник) Hattyú-szigetek                                                            | 1923         | 44 175        | Krími Autonóm Köztársaság    |
| Luhanszki Természetvédelmi Terület (Луганський природний заповідник) Sztanicsi-Luhanszki rezervátum, Provalszki Sztyeppe, Sztrili Sztyeppe | 1968         | 2 122         | Luhanszki terület            |
| Medobori Természetvédelmi Terület (Природний заповідник «Медобори»)                                                                        | 1990         | 10 521        | Ternopili terület            |
| Martjan-fok Természetvédelmi Terület | 1973         | 240           | Krími Autonóm Köztársaság    |
| Mihajlovi Természetvédelmi Terület | 2009         | 883           | Szumi terület                |
| Opuki Természetvédelmi Terület (Опукський природний заповідник)                                                                            | 1998         | 1 592         | Krími Autonóm Köztársaság    |
| Poliszjai Természetvédelmi Terület (Поліський природний заповідник)                                                                        | 1968         | 20 104        | Zsitomiri terület            |
| Roztoccsa Természetvédelmi Terület (Природний заповідник «Розточчя»)                                                                       | 1984         | 2 085         | Lvivi terület                |
| Rivnei Természetvédelmi Terület (Рівненський природний заповідник)                                                                         | 1999         | 42 289        | Rivnei terület               |
| Ugolyka–széleslonkai rezervátum (Угольсько-Широколужанський заповідний масив)                                                              | 1968         | 15 580        | Kárpátalja                   |
| Ukrán Sztyeppi Természetvédelmi Terület (Український степовий природний заповідник) Gotumi sztyepp, « Kő sírok », Kréta növényvilág        | 1961         | 3 336         | Donecki, Zaporizzsjai, Szumi |
| Jaltai Hegyierdő Természetvédelmi Terület                                                                                                  | 1973         | 14 523        | Krími Autonóm Köztársaság    |

### Nemzeti parkok
- Azov-Szivas Nemzeti Park(wd) (Азо́во-Сива́ський націона́льний приро́дний парк) Herszoni terület
- Sacki Nemzeti Park (Національний природний парк «Шацький»)
- Javorivi Nemzeti Park (Національний природний парк «Яворівський»)
- Kárpáti Nemzeti Park (Ялтинський гірсько-лісовий природний заповідник) Kárpátontúli terület
- Szinevéri Nemzeti Park (Синевир національний природний парк) Kárpátontúli terület